# Giangiacomo Magnani
Giangiacomo Magnani (ur. 4 października 1995 w Correggio) – włoski piłkarz grający na pozycji obrońcy w Hellas Werona.